# 10553 Стенкумла
10553 Стенкумла (10553 Stenkumla) — астероїд головного поясу, відкритий 17 березня 1993 року.
Тіссеранів параметр щодо Юпітера — 3,174.